# Panzerbataillon 393
Das Panzerbataillon 393 (PzBtl 393) Thüringer Löwe ist ein Bataillon der Panzergrenadierbrigade 37 Freistaat Sachsen mit Standort in der Kyffhäuser-Kaserne in der Kurstadt Bad Frankenhausen/Kyffhäuser im Bundesland Thüringen. Das Panzerbataillon 393 wurde 1991 als eines der jüngsten Panzerbataillone der Bundeswehr aufgestellt.

## Geschichte
Nach der Deutschen Wiedervereinigung begann für den Verband die Geschichte in Thüringen. Am 22. März 1991 wurde das Bataillon aus dem Motorisierten Schützenregiment 23 der Nationalen Volksarmee in der Werratal-Kaserne in Bad Salzungen aufgestellt. Es wurde der damaligen Heimatschutzbrigade 39 Thüringen im Rahmen eines feierlichen Appells in Erfurt unterstellt und erhielt seine Truppenfahne. Ab Mai 1991 erfolgte die Ausrüstung mit dem und die Ausbildung auf den Kampfpanzer Leopard 2 A4.
In 1995 wechselte das Panzerbataillon von den Hauptverteidigungskräften zu den Krisenreaktionskräften und wurde mit dem Leopard 2 A5 ausgerüstet. Im Januar 1996 folgte der erste von weiteren CMTC (Combat Maneuver Training Center) Durchgängen im Manöverübungszentrum in Hohenfels  mit dem Panzergrenadierbataillon 391 als erste Verbände aus den neuen Bundesländern. Den ersten Katastropheneinsatz bewältigte das Bataillon beim Oderhochwasser 1997. Von Juli bis November 1998 stellte das Bataillon einen großen Teil des Gepanzerten Einsatzverbandes im 1. Folgekontingent SFOR in Bosnien-Herzegowina.
Im Auftrag des Thüringer Ministerpräsidenten, Bernhard Vogel wurde dem Verband am 30. Mai 2001 durch den Staatsminister für Europaangelegenheiten, Jürgen Gnauck, das Fahnenband des Freistaates Thüringen verliehen. Zum 1. Juli 2001 wechselte das Bataillon mit der Auflösung der Panzerbrigade 39 Thüringen zur Jägerbrigade 37 Freistaat Sachsen. Im November 2001 verlegten Teile des Bataillons bis Juni 2002 abermals in den SFOR-Einsatz und im August 2002 war das gesamte Bataillon im Hochwassereinsatz wegen der Jahrhundertkatastrophe an der Elbe. Alle am Einsatz beteiligten Soldaten wurden mit der Einsatzmedaille Fluthilfe 2002, der Elbeflut-Medaille des Landes Brandenburg (2002), dem Sächsischen-Fluthelferorden 2002 und der Hochwasser-Medaille des Landes Sachsen-Anhalt 2002 ausgezeichnet.
Im Frühjahr 2003 erfolgte die Rückrüstung vom Leopard 2 A5 auf den Leopard 2 A4. Im Jahr 2004 befand sich das Bataillon im 9. Deutschen Einsatzkontingent SFOR in Bosnien-Herzegowina. In 2006 war der Verband Teil des 11. Deutschen Einsatzkontingents International Security Assistance Force (ISAF) und war im Nordosten von Afghanistan eingesetzt. 2007 wurde das Bataillon zu einem Bataillon der Stabilisierungskräfte umgegliedert und es erfolgt die Rückrüstung auf den Leopard 2 A5. Anlässlich seines Besuches am 1. November 2007 verlieh der Ministerpräsident des Freistaates Thüringen, Dieter Althaus, das Fahnenband des Ministerpräsidenten des Freistaates Thüringen an das Panzerbataillon 393. 2009 und 2010 folgten weitere Auslandseinsätze ISAF im 19.–21. Deutschen Einsatzkontingent.

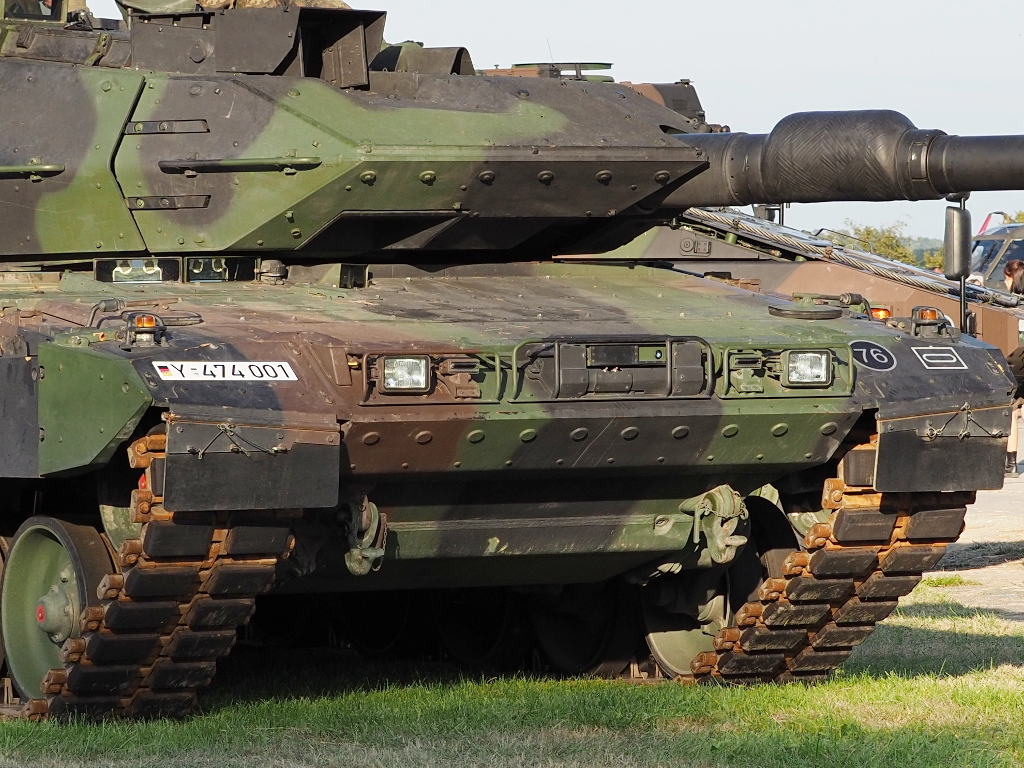
Kampfpanzer Leopard 2 A7V des PzBtl 393 auf den NATO-Tagen in Ostrava 2023.

Im Jahr 2012 entsendete das Bataillon Kräfte für zwei Operational Mentoring and Liaison Teams (OMLT) für die Unterstützung und Ausbildung afghanischer Infanteriebataillone und stellte die Schutzkompanie für das Provincial Reconstruction Team (PRT) Kunduz bis Ende des ersten Quartals 2013. Im Rahmen der Amtshilfe unterstützte das Bataillon im Juni 2013 den Hochwassereinsatz in Sachsen personell und materiell. Am 30. Juni 2014 verlegte die Einheit vom Standort Bad Salzungen nach Bad Frankenhausen/Kyffhäuser. Im ersten Halbjahr 2015 war für das Bataillon der verpflichtende Einsatzzeitraum als ORF-Bataillon. Anschließend war das Bataillon in Rahmen der Flüchtlingshilfe eingebunden. Von Ende Juli 2018 bis Februar 2019 war das Panzerbataillon 393 der Leitverband der 4. Rotation die NATO Multinational Battlegroup in Litauen. Am 29. März 2019 fand auf dem Schlossplatz in Bad Frankenhausen der Rückkehrerappell in aller Öffentlichkeit statt. Im Jahr 2020 begann das Bataillon mit den Vorbereitungen für den Einsatz in der schnellen Eingreiftruppe der NATO der Very High Readiness Joint Task Force (VJTF).
Ab dem 21. September 2021 wurde das Panzerbataillon auf den Kampfpanzer Leopard 2 A7V umgerüstet.
Am 7. Februar 2023 wurde der Verband mit dem Einsatzfahnenband ausgezeichnet.
Im April und Mai 2023 nahm das Bataillon an der NATO-Übung Noble Jump 2023 auf der italienischen Mittelmeer-Insel Sardinien teil.
Das Bataillon stellte vom 1. Januar  2023 bis zum 31. Januar 2024 den Kern des deutschen Anteils der VJTF im Rahmen der NATO Response Force (NRF).

## Wappen

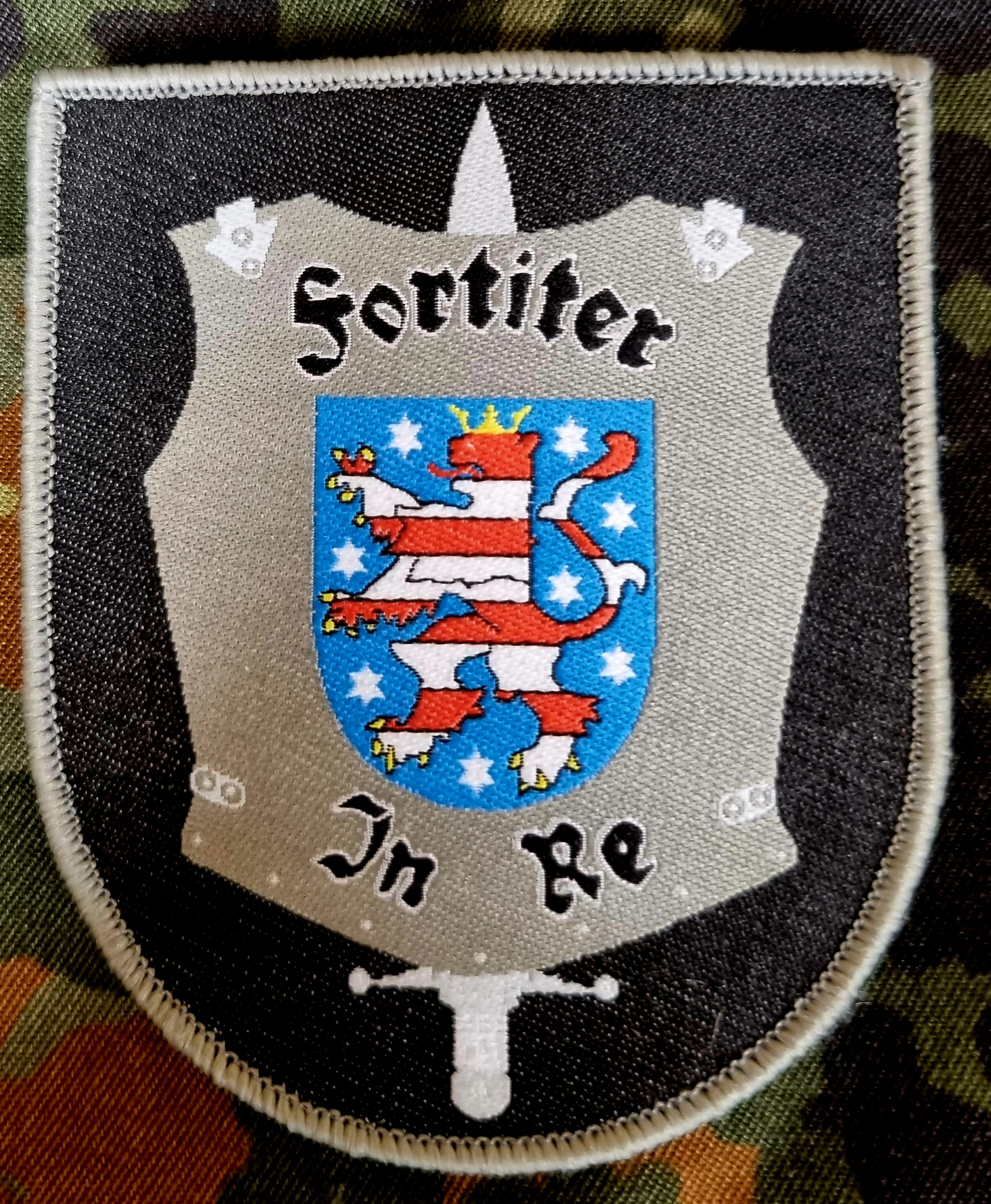
Verbandsabzeichen des PzBtl 393 für den Feldanzug der Bundeswehr.

Auf einem rosafarbenen gotischen Schild stellt sich dar ein silberner Kürass, unterlegt mit einem aufrechtstehenden Schwert. Der Kürass ist geschmückt mit dem Landeswappen Thüringens. Um das Landeswappen herum steht der Wahlspruch des Bataillons: „FORTITER IN RE“. Der gesamte Spruch lautet: „fortiter in re, suaviter in modo“ und bedeutet übersetzt: „Unbeirrbar zum Ziel, beweglich im Vorgehen.“ Dieser Spruch geht auf den Jesuitengeneral Claudio Acquaviva zurück. Die Rahmenfarbe steht für die Panzertruppe, Kürass und Schwert für gepanzerte Kampftruppen, der Thüringer Löwe dokumentiert die Verbundenheit mit dem Bundesland. Das umrahmende Motto stellt eine Forderung an jeden Angehörigen des Bataillons dar.

## Auftrag und Gliederung

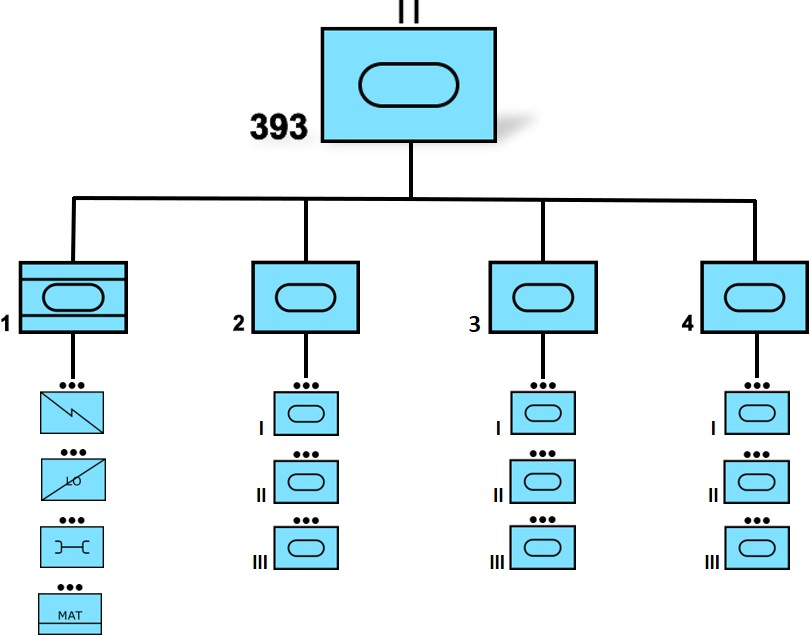
Gliederung des PzBtl 393

Das Panzerbataillon 393 ist ein Kampftruppenbataillon. Es kämpft vor allem gegen feindliche Panzerkräfte in allen Gefechtsarten bei Tag und bei Nacht, auch unter schwierigen Gelände- und Sichtbedingungen und sogar in urbanem Raum. Mit ihren Kampfpanzern Leopard 2 entwickelt die Panzertruppe durch Feuerkraft, Beweglichkeit und Panzerschutz die erforderliche Stoßkraft, um sich auch bei zahlenmäßiger Unterlegenheit durchzusetzen.
Das Bataillon hat etwa 490 Dienstposten und ist mit 44 Kampfpanzern Leopard 2 A7V ausgestattet. Es gliedert sich neben dem Bataillonsstab in vier Kompanien:
- 1./ Stabs- und Versorgungskompanie – zwei Leopard 2 sowie zwei Bergepanzer Büffel im Instandsetzungszug.
- 2./ Panzerkompanie – vierzehn Leopard 2 (zwei in der Kp-Führungsgruppe, in drei Zügen je vier)
- 3./ Panzerkompanie – vierzehn Leopard 2 (zwei in der Kp-Führungsgruppe, in drei Zügen je vier)
- 4./ Panzerkompanie – vierzehn Leopard 2 (zwei in der Kp-Führungsgruppe, in drei Zügen je vier)

## Patenschaften
Die einzelnen Kompanien des Bataillons unterhalten folgende Patenschaften:
- 1. Kompanie zur Stadt Clingen
- 2. Kompanie zur Stadt Sömmerda
- 3. Kompanie zur Stadt Artern
- 4. Kompanie zur Stadt Weißensee

## Kommandeure
| von – bis                             | Kommandeur                   |
| ------------------------------------- | ---------------------------- |
| 01. April 1991 – 15. März 1993        | Oberstleutnant Siebert       |
| 15. März 1993 – 22. März 1995         | Oberstleutnant Burneckas     |
| 22. März 1995 – 28. Februar 1997      | Oberstleutnant Dunker        |
| 28. Februar 1997 – 12. März 1999      | Oberstleutnant Schiefenbusch |
| 12. März 1999 – 24. September 2002    | Oberstleutnant Kropf         |
| 24. September 2002 – 13. Mai 2005     | Oberstleutnant Eberhardt     |
| 13. Mai 2005 – 01. Februar 2007       | Oberstleutnant Rohrschneider |
| 01. Februar 2007 – 23. September 2009 | Oberstleutnant Graf          |
| 23. September 2009 – 16. Oktober 2012 | Oberstleutnant Leyde         |
| 16. Oktober 2012 – 28. Oktober 2014   | Oberstleutnant von Plüskow   |
| 28. Oktober 2014 – 14. September 2017 | Oberstleutnant Hoffmann      |
| 14. September 2017 – 16. Oktober 2020 | Oberstleutnant Braun         |
| 16. Oktober 2020 – 10. November 2023  | Oberstleutnant Weißenborn    |
| seit 10. November 2023                | Oberstleutnant Oberländer    |